# 何以祥
何以祥（1911年—1994年），中国人民解放军将领、中国人民解放军开国少将。
1945年8月任山东军区第8师副师长，12月师长王麓水牺牲，何以祥继任师长。山东野战军第8师以善于攻坚著称，该师也是山东军区8个师中唯一一个未去东北而留守山东的师，也是宿北战役之主力，1947年2月，该师改编为华东野战军第3纵队，何以祥为司令员，参与孟良崮战役，为阻援的4个纵队之一。1948年1月因伤病复发暂离部队治疗，由孙继先接任3纵司令员。1949年3月重返部队。
曾任中国人民解放军浙江军区副司令员。1955年，授予中国人民解放军少将。